# Sulejmanowo (obwód czelabiński)
Sulejmanowo (ros. Сулейманово) – wieś (dieriewnia) w Rosji, w obwodzie czelabińskim, w rejonie kunaszackim. W 2021 liczyła 143 mieszkańców.